# キリストの哀悼 (ボッティチェッリ、ミュンヘン)
『キリストの哀悼』(キリストのあいとう、イタリア語:Compianto sul Cristo morto con i santi Girolamo, Paolo e Pietro） は、イタリアのルネサンス期の巨匠サンドロ・ボッティチェッリによる絵画で、1490年から1492年ごろに制作された。フィレンツェのサン・パオリーノ修道院に由来し、1814年にルートヴィヒ皇太子 （後のルートヴィヒ1世）に取得された。現在、ミュンヘンのアルテ・ピナコテークに所蔵されている。
絵画は、聖母、聖ペテロ、マグダラのマリア、福音記者ヨハネ、聖ヒエロニムス、聖パウロに囲まれたキリストの死体を描いている。
登場人物たちの悲しみの表現は、ボッティチェッリの芸術において目新しいものであった。当作品が制作された頃に始まったフィレンツェでのサヴォナローラの説教による精神的な影響の下で、画家は自身をメディチ家の宮廷で人気にした寓意的創作を放棄し始めた。そして、より緊密で労力を要する宗教的作品に向かった。この作品は、以前の画家の作品にはない厳粛で禁欲的な雰囲気を持っている。